# Њуингтон (Вирџинија)
Њуингтон (енгл. Newington) насељено је место без административног статуса у америчкој савезној држави Вирџинија.

## Демографија
По попису из 2010. године број становника је 12.943, што је 6.841 (-34,6%) становника мање него 2000. године.
| Група             | 2000.          | 2010.         |
| Белци             | 12.528 (63,3%) | 6.623 (51,2%) |
| Афроамериканци    | 2.538 (12,8%)  | 1.996 (15,4%) |
| Азијати           | 2.307 (11,7%)  | 1.870 (14,4%) |
| Хиспаноамериканци | 1.578 (8,0%)   | 1.833 (14,2%) |
| Укупно            | 19.784         | 12.943        |